# かとうかず子
かとう かず子（かとう かずこ、1958年2月20日 - ）は、日本の女優、タレント。本名は、加藤 和子（読み同じ）。旧芸名は、かとう かずこ。愛知県名古屋市千種区猪高町（現在の名東区）出身。enchante所属。BS日本番組審議会委員。宮崎県知事を務めた東国原英夫（初代：そのまんま東）は、元夫。身長168cm。

## 来歴・人物
名古屋生まれだが、幼い頃は大阪府で育ったために名古屋の風土に馴染めない。1976年、愛知県立長久手高等学校を卒業した。1978年、愛知淑徳大学2年のとき、友人がオーディションを受けるため、付いて行き上京した。つかこうへい構成・演出『サロメ』（東京西武劇場）のオーディションに応募し、合格した（主役は蜷川有紀）。『サロメ』での役どころはその他大勢だった。1年大学を休学し、芝居の勉強をするが、一旦復学した。翌1979年、大学在学中につかこうへいの舞台『広島に原爆を落とす日』でデビューした。1980年にはTBSで放送のポーラテレビ小説『マリーの桜』のヒロインに抜擢される。結局大学は5年通ったが中退した。翌年には『君はまだ歌っているか』のヒロインでNHK初出演を果たした。続けて『なんとなく、クリスタル』には主役で映画デビューし、初ヌードを披露した。1990年にテレビドラマで共演した当時たけし軍団に所属していたそのまんま東（東国原英夫）と結婚した。美人女優とお笑いタレントの結婚として話題となり、後に1男1女をもうけた。1998年、東は不祥事により芸能活動を自粛しほとんど無収入になったが、のちに早稲田大学第二文学部（夜間学部）に入学した。同大学を卒業後、社会人入学試験を受験して早稲田大学政治経済学部に入学した。その間、かとうは一家の生活を支え続けた。
東（東国原）が政治家を目指したことに反対して、2006年2月3日に離婚した。この離婚について元夫は、「私と宮崎、どっちが大事なの?」と妻に聞かれ、「宮崎!｣と答えて離婚したと話している。宮崎県知事に就任した彼から、2007年8月にマスコミを通じて「（復縁に）協力して下さい」と呼びかけられたが、復縁を否定した。また東国原によれば「『政治活動する人は生理的に受け付けず、一緒に居るのもイヤ』と三行半を突きつけられた」と明かしている。
2009年3月から大人用紙おむつ「サルバ」のイメージキャラクターとして起用され5月からラジオCMが放送、6月からテレビコマーシャルも始まった。
2012年11月に所属事務所の青年座映画放送を辞めると、新たにスタッフ・ポイントへ所属することとなった。
2017年9月、スタッフ・ポイントからenchanteへ移籍した。

## 出演

### 舞台
- 広島に原爆を落とす日（1979年）
- 山村美紗サスペンス 「京都 花灯路 恋の耀き」（2010年）
- タクフェス「歌姫」（2016年）
- これはあなたのもの 1943-ウクライナ（2017年5月-6月、地人会新社）
- 乃木坂46 3期生公演「見殺し姫」 （2017年10月6日-15日） - おとど
- この子たちの夏1945・ヒロシマナガサキ

### 映画
- なんとなく、クリスタル（1981年）
- ロングラン（1982年） - 滝口恵子
- 俺たちの行進曲（1985年）
- 必殺4 恨みはらします（1987年） - お玉
- タスマニア物語（1990年） - 小夜トンプソン
- ウルトラマンティガ・ウルトラマンダイナ&ウルトラマンガイア 超時空の大決戦（1999年） - 新星勉の母
- ガメラ3 邪神覚醒（1999年） - 比良坂綾奈の母
- ゴジラシリーズ
  - ゴジラ×メガギラス G消滅作戦（2000年） - 早坂薫[1]
  - ゴジラ・モスラ・キングギドラ 大怪獣総攻撃（2001年） - 学校の先生[1]
- 旋風の用心棒（2003年） - 小野寺房子
- 1リットルの涙（2004年） - 木藤潮香
- 天国の本屋〜恋火（2004年） - 長瀬妙子
- 劇場版 鋼の錬金術師 シャンバラを征く者（2005年） - デートリンデ・エッカルト（声）
- ミラクルバナナ（2005年） - 三島美枝子
- 恋する彼女、西へ。（2008年） - 近藤佐和子
- 釣りバカ日誌20 ファイナル （2009年） - 鈴木恵
- 津軽百年食堂（2011年） - 浅尾美音子
- 君の笑顔に会いたくて（2017年）
- 今はちょっと、ついてないだけ（2022年）

### テレビドラマ

#### NHK
- 土曜ドラマ・君はまだ歌っているか（1981年、総合） - 原口三夏 役
- 大河ドラマ（総合）
  - 山河燃ゆ（1984年） - 井本広子 役
  - 義経（2005年） - 藤原領子 役
- バブル（2001年、総合） - 栗原綾乃 役
- 真夜中は別の顔（2002年、総合） - 小久保定子 役
- 連続テレビ小説（総合）
  - こころ（2003年） - 上杉佐緒里 役
- どんまい!（2005年、総合） - 大泉直子 役
- 勉強していたい!（2007年、総合） - 杉原栄子 役
- 雪之丞変化（2008年、総合） - 松島 役
- ふたつのスピカ（2009年、総合） - 塩見敏子 役
- 幸せのかたち〜離婚の危機を迎えたら〜（2011年、総合） - 沢村和代 役
- 薄桜記（2012年、総合） - お菊 役
- ママになりたい・・・（2013年、総合）
- 黒猫、ときどき花屋（2013年、BSP） - 佐伯幸子 役
- おそろし〜三島屋変調百物語（2014年、BSP） - お民 役
- シューカツ屋（2020年、BSP） - 木村幹江 役
- 裕さんの女房（2021年、BS4K・BSP） - 水ノ江滝子 役
- ライオンのおやつ（2021年、BSP） - 狩野シマ 役

#### 日本テレビ系
- 木曜ゴールデンドラマ「母の悲劇」（1982年、よみうりテレビ）
- 若草学園物語（1983年） - 里見ユリ子
- 素晴らしきサーカス野郎（1984年） - 中畑礼子
- 太陽にほえろ! 第678話「山村刑事の報酬なき戦い」（1986年） - 阿久津涼子
- P.A.（1998年） - 大地瑠璃子
- 子供が寝たあとで（1992年） - 土屋真弓
- 恍惚の人（2006年） - 高橋京子
- 有閑倶楽部（2007年） - 剣菱百合子
- ホカベン（2008年） - 堂本美代子
- the波乗りレストラン（2008年） - 西野社長夫人
- キイナ〜不可能犯罪捜査官〜（2009年） - 深田晃子
- 桜からの手紙 〜AKB48 それぞれの卒業物語〜（2011年） - 校長先生
- ダンダリン 労働基準監督官（2013年） - 小山田照美
- 五つ星ツーリスト〜最高の旅、ご案内します!!〜（2015年、読売テレビ） - 山田真紀子
- 家売るオンナ（2016年） - 沢木峰乃
- 令和の三英傑!（2024年、中京テレビ） - 木下茶々子[10]
- 火曜サスペンス劇場
  - 「名無しの探偵シリーズ」（1982年）
  - 「外科医有森冴子」（2000年） - 小川睦美
  - 「警部補 佃次郎12」（2001年） - 立原とき子
  - 「弁護士・朝日岳之助21」（2004年） - 新山昌江

#### TBS系
- ポーラテレビ小説
  - マリーの桜（1980年） - 岡野マリ
- 誰かが私を愛してる（1983年、毎日放送） - 有馬衿子
- スーパーポリス（1985年） - 水上涼子
- 西田敏行の泣いてたまるか（1986年）
- 風よ、鈴鹿へ（1988年）
- ビートたけし殺人事件（1989年） - 矢野涼子（共演がきっかけで東国原と結婚）
- ビートたけし殺人事件〜失われた魔人の伝説（1989年） - 矢野涼子
- 忠臣蔵 (1990年のテレビドラマ)（1990年） - 堀部ほり
- 逆転報道（1992年、TBS） -
- 東芝日曜劇場→日曜劇場
  - オトナの男（1997年）
  - 砂の器（2004年） - 本浦房
- PU-PU-PU-（1998年） - 丹下秋子
- メモリー・オブ・ラブ（2003年、毎日放送） - 伊原容子
- 樋口一葉物語（2004年） - 樋口多喜
- ドラゴン桜（2005年） - 奥野美也子
- 3年B組金八先生（2008年） - 森月小百合
- おちゃべり（2009年、毎日放送） - 前園順子
- 夫婦道（2009年） - 梅沢美津子
- 修羅雪姫（2010年、BS-TBS） - タジレのお菊
- あぽやん〜走る国際空港（2013年） - 円城寺ミサエ
- ムッシュ!（2013年、CBC） - 鶏原佳寿子
- 月曜ミステリーシアター
  - ホワイト・ラボ〜警視庁特別科学捜査班〜（2014年） - 泉田美知恵
  - ペテロの葬列（2014年） - 北見容子
  - SAKURA〜事件を聞く女〜（2014年） - 松永文代
- 月曜ミステリー劇場
  - 「税務調査官・窓際太郎の事件簿」（1998 - 1999年） - 真田頼子
  - 「ホステス探偵危機一髪」（1999 - 2004年） - 三田村奈津子
  - 「女タクシードライバーの事件日誌1」（2003年） - 小暮加奈子
- 月曜ゴールデン
  - 「万引きGメン・二階堂雪14」（2006年） - 下田小夜子
  - 「どケチ弁護士・山田播磨の温泉事件記」（2006年） - 八島道子
  - 「自治会長・糸井緋芽子社宅の事件簿8」（2007年） - 石橋典子
  - 「女教師探偵・西園寺リカの殺人ノート」（2008年） - 宇田川美和
  - 「ヤメ判 新堂謙介　殺しの事件簿1」（2011年） - 峰安子

#### フジテレビ系
- 素浪人罷り通る（1982年） - ゆき
- 弐十手物語（1984年） - 牢女
- 心はロンリー気持ちは「…」（1987年）
- 男が泣かない夜はない（1987年） - 早川薫
- 家と女房と男の名誉（1989年） - ケイ
- 君の瞳に恋してる!（1989年） - 宮下螢子
- ハートに火をつけて!（1989年） - 本城亜矢
- いつも誰かに恋してるッ（1990年）
- 実録犯罪史シリーズ「昭和の説教強盗 命はとらぬ金を出せ!」（1991年）
- 結婚の理想と現実（1991年） - 芹沢早紀
- 逃亡者（1992年） - 花村梨果
- 輝く季節の中で（1995年）
- 3番テーブルの客（1997年）
- 新・愛の嵐（2002年、東海テレビ） - 三枝絹
- 1リットルの涙（2005年） - 及川菊江
- 小早川伸木の恋（2006年） - 石田依子
- さくら心中（2011年、東海テレビ） - 宗形まりえ
- 鈴子の恋（2012年、東海テレビ） - 吉本せい
- 早海さんと呼ばれる日（2012年） - 金井満智子
- 鍵のかかった部屋（2012年） - 桑島悦子
- 遅咲きのヒマワリ〜ボクの人生、リニューアル〜（2012年） - 小平夕子
- ビブリア古書堂の事件手帖（2013年） - 高坂ミズエ（晶穂の母）
- 金曜エンタテイメント
  - 「鍵師2」（1994年） - 野平幸子
  - 「壁ぎわ税務官1」（2001年） - 桐生麗
  - 「夏樹静子ミステリー アリバイの彼方に」（2004年 - ） - 湯原今日子
- 金曜プレステージ
  - 「外科医 鳩村周五郎11」（2013年） - 星野靖代

#### テレビ朝日系
- 必殺仕事人V・旋風編（1986年、朝日放送、松竹） - お玉
- 必殺仕事人V・風雲竜虎編（1987年、朝日放送、松竹） - お玉
- 風呂上がりの夜空に（1987年）
- 火曜スーパーワイド「くどき屋ジョー」（1989年）
- 新空港物語（1994年） - 立花洋子
- Missダイヤモンド（1995年） - 二宮さゆり
- ガラスの仮面（1997 - 1999年） - 姫川歌子
- はぐれ刑事純情派（1999年）
- 新・京都迷宮案内（2003年） - 伊佐山一美
- 流転の王妃・最後の皇弟（2003年） - 竹田宮光子妃殿下
- おみやさん（2003年） - 北川利恵
- 霊感バスガイド事件簿（2004年） - 北沢えり
- 暴れん坊将軍（2004年） - おえい
- 科捜研の女（2006年） - 水城清香
- 女帝（2007年） - 立花麻里子
- 素浪人 月影兵庫（2007年） - 白秋院
- 相棒
  - season6（2008年） - 橘ゆり江 役
  - season19（2021年） - 田崎恭子 役
- 肉体の門（2008年） - 浅田敦子
- 松本清張ドラマスペシャル 砂の器（2011年） - 桑原教授
- 京都地検の女（2013年） - 三津屋清美
- 遺留捜査（2017年） - 坂口真代
- 重要参考人探偵（2017年） - 弥木主計
- 僕とシッポと神楽坂（2018年） - 高円寺貴子[11]
- 刑事ゼロ（2019年） - 佐相貴和子
- 刑事7人（2019年） - 増沢育子
- 家政夫のミタゾノ（2020年） - 上田安江
- 和田家の男たち 第6話（2021年11月26日） - 山路有美 役
- シッコウ!!〜犬と私と執行官〜 最終話（2023年9月12日） - 興津弥枝 役
- 誘拐の日 第5話・第6話（2025年8月5日・12日） - 青木久恵 役[12]
- 土曜ワイド劇場
  - 「処刑教師」（1984年9月29日） - 主演 小川詩子
  - 「法医学教室の事件ファイル25」（2007年） - 北崎静
  - 「天才刑事・野呂盆六2」（2008年） - 浜田吟子
  - 「京都南署鑑識ファイル4」（2009年） - 曽根敏江
  - 「検事・朝日奈耀子8」（2009年） - 一ノ瀬亜矢子
  - 「100の資格を持つ女〜ふたりのバツイチ殺人捜査〜4」（2010年） - 根本幸子
  - 「温泉若おかみの殺人推理27」（2014年） - 太田静江

#### テレビ東京系
- 徳川風雲録 御三家の野望（1986年） - 佐和 役
- 風雲!真田幸村（1989年） - 麻利亜 役
- 刺客請負人（2008年） - 霧島 役
- 執事 西園寺の名推理 第1シリーズ（2018年） - 秦野慶子 役
- 女と愛とミステリー
  - 「小樽運河殺人案内」（2003 - 2004年） - 雪子ママ 役
- 水曜ミステリー9
  - 「多摩南署たたき上げ刑事・近松丙吉8」（2008年） - 工藤多恵子 役
  - 「密会の宿7」（2009年） - 佐々木和江 役
  - 「温泉仲居・小泉あつ子の事件帳」（2009年）
  - 「特命おばさん検事! 花村絢乃の事件ファイル5」（2017年） - 郷原慶子 役
- 月曜プレミア8
  - 「屍活師 女王の法医学」 （2021年） - 川越塔子 役
- 法廷のドラゴン 第5話（2025年） - 熊倉柚子[13]

### インターネットドラマ
- チェイス 第1章（2017年 - 2018年） - 白井徹子

### CM
- ユニ・チャーム（チャームナップ）
- グリコ協同乳業（現在の江崎グリコ）（グリコカフェゼリー）
- 日本専売公社（現在のJT）（パートナー）
- ロート製薬（ロートハイなみだ）
- 花王（ビオレu）
- アサヒビール（現在のアサヒ飲料）（バヤリース）
- ハウス食品（こくまろカレー、冷しゃぶドレッシング）
- ライオン（薬用クリニカ）
- トヨタ自動車（セリカ リフトバック）（1981年）
- 白十字（2009年 - ）

### バラエティー・教養・情報番組
- 暮らしカルマガジン みかさつかさ（毎日放送） - 初代司会
- 料理バンザイ!（1984年3月 - 1985年3月、テレビ朝日）3代目アシスタント
- 土曜大好き!830（1992年4月 - 1993年3月、関西テレビ）アシスタント
- 素顔がいいね（テレビ朝日） - 司会
- にんげんマップ（NHK総合） - キャスター
- 京都上がる下がる（NHK BS2・BShi） - 旅人
- スッキリ!!（2006年 - 2010年、日本テレビ） - 金曜日コメンテーター
- 中居正広の金曜日のスマたちへ（TBS） - 準レギュラー
- ぶらり途中下車の旅（2011年 - 、日本テレビ） - 旅人
- タモリの音楽は世界だ!（テレビ東京） - 第一期レギュラー
- スイッチ!（2013年 - 、東海テレビ） - 月曜日コメンテーター
- グッドマザーズ（BSジャパン） - 語り

### ラジオ
- FMシアター 「エトルリアの微笑み」（2008年9月13日、NHK-FM）[14]
- 岡田惠和 今宵、ロックバーで〜ドラマな人々の音楽談義〜　第225回（2017年2月25日、NHK-FM）[15]
- IBM夜のシネマスケッチ（エフエム東京）

### ビデオ作品
VHS作品
- 「殺意の循環」（1988年 東和）

### DVD
- 珍山荘ホテルDVD-BOX（2003年　ジェネオン・ユニバーサル・エンターテイメント）ゲスト出演
- 新・愛の嵐DVD-BOX（2003年4月2日発売　東海テレビ)
- the波乗りレストランDVD3枚組　(2009年02月25日発売)特典［DISC3］スピンオフ第34話(野沢“毛ガニ"秀行,富田靖子主演)/スペシャルエディション/ロケーションマップ(茅ヶ崎,江ノ島) 他/スペシャルインタビュー(出演者のお気に入りサザンオールスターズ ナンバー 他)/第1話ディレクターズカット

### PV
- 君が、嘘を、ついた